# West Coast Municipality
Koordinaten: 41° 53′ S, 145° 20′ O

Die West Coast Municipality ist ein lokales Verwaltungsgebiet (LGA) im australischen Bundesstaat Tasmanien. Das Gebiet ist 9575 km² groß und hat etwa 4000 Einwohner (2016).
Die West Coast Municipality nimmt den größten Teil der Westküste der Insel ein und ist etwa 200 Kilometer nordwestlich der Hauptstadt Hobart. Das Gebiet umfasst 11 Ortsteile und Ortschaften: Gormanston, Granville Harbour, Lake Margaret, Macquarie Heads, Queenstown, Renison Bell, Rosebery, Strahan, Trial Harbour, Tullah und Zeehan. Der Sitz des Councils befindet sich in Zeehan im Norden der LGA, wo etwa 700 Einwohner leben (2016).

## Verwaltung
Der West Coast Council hat neun Mitglieder. Der Mayor (Bürgermeister), sein Deputy (Stellvertreter) und sieben Councillor werden direkt von den Bewohnern der LGA gewählt. Die West Coast ist nicht in Bezirke untergliedert.